# Moncley
Moncley är en kommun i departementet Doubs i regionen Bourgogne-Franche-Comté i östra Frankrike. Kommunen ligger i kantonen Audeux som tillhör arrondissementet Besançon. År 2022 hade Moncley 296 invånare.

## Befolkningsutveckling
Antalet invånare i kommunen Moncley
Referens:INSEE